# Каймакам
Каймакам или каймакамин (на турски: kaymakam, от арабски със значение на „наместник“) първоначално е титла в Османската империя, давана на заместника на великия везир или на заместника на валията, когато те отсъстват.
След реформите при султаните Махмуд II и Абдул Меджид става гражданска административна титла на управителя на казата.
Каймакаминът има ранг на бей, който се равнява на подполковник от армията.